# 죽어도 좋아 (2002년 영화)
"죽어도 좋아!"는 2002년에 개봉한 대한민국의 영화이다.

## 캐스팅
- 박치규
- 이순예